# Гремящий (эсминец, 1987)
«Гремящий» (до 14 сентября 1988 года «Ведущий») — 10-й эскадренный миноносец проекта 956 «Сарыч» (код НАТО — «Sovremenny class destroyer»).

## История строительства
Заложен на заводе № 190 им. А. А. Жданова 23 ноября 1984 года (строительный № 870), спущен 30 мая 1987 года. Крёстная мать корабля — Ирина Лопатина. Экипаж сформирован в период с 30 апреля по 14 мая 1988 года. Проходил государственные испытания с 28 октября 1988 года, принят флотом 30 декабря 1988 года, 14 января 1989 года на корабле был поднят советский военно-морской флаг. 7 августа 1989 года эсминец вступил в состав Советского Военно-Морского Флота. На период строительства был включён в состав 13 бригады строящихся и ремонтирующихся кораблей (13 брстремк) Ленинградской военно-морской базы, на период испытаний включён в состав 76-й бригады ракетных кораблей 12-й дивизии ракетных кораблей с базированием на военно-морскую базу Лиепая. Корабль являлся гвардейским (приказ Министерства обороны от 18 августа 1988 года).

## Служба

### Служба в 1989—1991 годах
С 1 по 6 мая 1989 года корабль выполнял показные мероприятия для делегации Бундесмарине во главе с адмиралом Веллерсхофом. С 19 мая по 1 июня 1989 года эсминец участвовал в учениях стран ОВД, находился в резерве, в ходе учений поразил 1 ракету-мишень. Спустя 1,5 месяца на тактических учениях обе мишени не были поражены.
17 июля 1989 года «Гремящий» посетил главнокомандующий ВМС Финляндии контр-адмирал Тикка Юхауг. В период с 20 по 25 июля 1989 года эсминец осуществил межфлотский переход из Балтийска в Североморск, перейдя в состав 56-й бригады эсминцев 7-й оперативной эскадры.
7 августа 1989 года корабль был включён в состав кораблей постоянной готовности первой линии, 23 августа корабль посетил с проверкой начальник штаба Инспекции Министерства обороны генерал-полковник Сычинский. По результатам года эсминец «Гремящий» получил Приз главкома за артиллерийскую стрельбу. 24 января 1990 года вышел на боевую службу в Средиземное море с эсминцем «Окрылённый», 5 марта совершал совместные манёвры и отрабатывал связь с итальянским фрегатом «Минерва». 26 апреля выполнил заход в Тартус (Сирия). В период с 25 июня по 1 июля нанёс визит в Гавану (Куба), участвовал в совместных с ВМС Кубы военно-морских учениях. 3 июля «Гремящий» взял пробы воды и произвёл осмотр района в районе гибели ПЛ К-219. 21 июля корабль прибыл в Североморск, пройдя за время боевой службы 24 000 морских миль за 176 ходовых суток. По результатам года эскадренный миноносец получил Приз главкома за артиллерийскую стрельбу.
С 26 по 31 августа 1991 года «Гремящий» в качестве флагманского корабля участвовал в акции «Дервиш», посвящённой памяти 50-летия первого северного конвоя. 23 сентября в составе КУГ выполнил призовую артиллерийскую стрельбу и учебную минную постановку на оценку «отлично»; 17 октября аналогично выполнил ракетную стрельбу ПКР «Москит». Совместно с эсминцем «Расторопный».

### Служба после 1991 года
25 марта 1992 года в течение 4,5 часов вытеснял из территориальных вод России американскую подводную лодку. В феврале 1993 года принимал участие в учениях под флагом адмирала И. В. Касатонова, с 6 по 11 апреля находился в море на зачётном учении по ПВО в составе КУГ (флагман — адмирал О. А. Ерофеев), выполнил на «отлично» совместные упражнения с эсминцами «Окрылённый» и «Безудержный». 15 апреля при прохождении инспекторской проверки эсминец выполнил стрельбу ЗАК АК-630 и РЭП (оценена на «отлично»), кораблю дана общая оценка «хорошо».
16 мая 1993 года корабль опять вышел в море, под флагом вице-адмирала Ю. Г. Устименко посетил в период с 25 мая по 1 июня с официальным визитом Ливерпуль для празднования 50-летия Битвы за Атлантику. В Ливерпуле «Гремящий» посетили 46 000 англичан, в их числе первый лорд Адмиралтейства адмирал А. Уинфрид. По итогам года эсминец завоевал Приз Главнокомандующего ВМФ по артиллерийской подготовке. В 1994 году был признан лучшим кораблём ВМФ России по артподготовке.
С 23 апреля по 27 октября 1994 года проходил текущий ремонт на судоремонтном заводе № 35 в Росте (заменены трубки котлов). 12 января 1995 года «Гремящий» был помещён в ПД-50 на судоремонтном заводе № 82 в Росляково для выполнения доковых работ. Докование было завершено 11 марта этого же года. С марта 1995 по январь 1996 года корабль выполнял задачи боевой подготовки; был награждён Дипломом Президента России за участие в юбилейном параде к 50-летию Победы в Великой Отечественной войне. В сентябре 1996 года из-за неудовлетворительного состояния трёх из четырёх котлов (1-го, 2-го и 4-го) эсминцу был запрещён выход в море. Из состава сил постоянной боевой готовности «Гремящий» был выведен 28 марта 1997 года с переведением в резерв второй категории. Сроки ремонта корабля истекли в декабре 1997 года. 16 февраля 1998 года переведён в состав 43-й дивизии ракетных кораблей 7-й оперативной эскадры. 15 июня на «Гремящем» был сокращён штат. Списан в 2007 году.
В апреле 2016 года объявлен утилизационный тендер от Минобороны РФ.
В мае 2019 года на стоящем в Североморске эсминце произошёл пожар.

## Командиры
- С 21 апреля 1988 года — капитан 3-го ранга Кироненко Валерий Владимирович[1];
- С 15 ноября 1991 года — капитан 3-го ранга Белкин Виктор Леонидович.

## Бортовые номера
В ходе службы эсминец сменил ряд следующих бортовых номеров:
- 1988 год — № 680;
- 1989 год — № 420;
- 1990 год — № 439;
- 1991 год — № 439;
- 1993 год — № 439;
- 1995 год — № 429.